# ستيفان لوكنر
ستيفان لوكنر (بالألمانية: Stefan Lochner)‏ (و. 1410 – 1451 م) هو رسام، ومزخرف مخطوطات  ألماني، ولد في ميرزبورغ، بدأ مشواره المهني سنة 1442، توفي في كولونيا، عن عمر يناهز 41 عاماً ، بسبب طاعون.

## أعمال بارزة
من أهم أعماله:
Madonna of the Rose Bower (Lochner) ‏